# مصطفی ترائوره
مصطفی ترائوره (انگلیسی: Mustapha Traoré؛ زادهٔ ۹ ژوئیهٔ ۱۹۸۲) بازیکن فوتبال اهل مالی است.
از باشگاه‌هایی که در آن بازی کرده‌است می‌توان به باشگاه فوتبال کان اشاره کرد.